# 南庄内村 (大分県)
南庄内村（みなみしょうないむら）は、大分県大分郡にあった村。現在の由布市の一部にあたる。

## 地理
- 河川：大分川[2]
- 山岳：烏帽子岳、時山[2]

## 歴史
- 1889年（明治22年）4月1日、町村制の施行により、大分郡野畑村、直野内山村、柿原村、淵村が合併して村制施行し、南庄内村が発足[1][2]。旧村名を継承した野畑、直野内山、柿原、淵の4大字を編成[2]。
- 1954年（昭和29年）11月1日、大分郡阿南村、東庄内村、西庄内村、阿蘇野村と合併し、庄内村を新設して廃止された[1][2]。

## 産業
- 農業、養蚕、林産[2]